# Paloma Ferre
Paloma Ferre Moltó (Madrid, España, 17 de diciembre de 1966) es una periodista y presentadora española.

## Biografía
Estudió la licenciatura de Ciencias de la Información en Periodismo y posteriormente un máster en Periodismo Económico en la Facultad de Ciencias de la Información (Universidad Complutense de Madrid). 
Tras trabajar como becaria durante breve tiempo en la COPE, ingresa en Radio Televisión Madrid en 1993, incorporándose al equipo de reporteros del espacio informativo diario Madrid directo, entonces conducido por Inmaculada Galván.
Permanece seis años en el programa realizando reportajes a pie de calle y sustituyendo puntualmente a Galván en las labores de presentación, hasta que en 2000 da el salto a las televisiones nacionales. Ese año es fichada por Gestevisión Telecinco para presentar el programa de crónica social Historias de hoy, que se mantiene en antena hasta 2002.
Tras presentar durante unos meses Informativos Telecinco, en enero de 2003 regresa a RTVM para hacerse cargo hasta abril de 2004 de la presentación con César Macía, del informativo Telenoticias Fin de semana y seguidamente, sucediendo en la dirección del programa documental Mi cámara y yo, a Carolina Cubillo y Nacho Medina desde junio de 2004 —producido hasta 2010 por RTVM, desde 2010 a febrero de 2019 por El Torreón del Sol, entre marzo de 2019 y febrero de 2020 por Factoría Plural, entre febrero y septiembre de 2020 por Atlantia, desde octubre de 2020 a julio de 2021 por Lacoproductora, desde noviembre de 2021 a diciembre de 2022 de nuevo por El Torreón del Sol y desde enero de 2023 por Andalucía Digital Multimedia— un programa ampliamente premiado a nivel nacional, que lleva 23 años en antena.
Desde abril de 2005 es primero reportera y posteriormente directora del programa Madrileños por el mundo de Telemadrid —producido hasta diciembre de 2012 por RTVM, desde octubre de 2013 a mayo de 2021 por La Cometa TV y desde 2022 por La Nueva TV—, un programa que refleja la forma de vivir de ciudadanos de esa región, residentes en el extranjero. El formato del espacio ha sido exportado a otras televisiones españolas.
Desde 2007 a 2008 dirige Babelmanía, producido por New Atlantis y de junio de 2009 a agosto de 2012 es directora de Instinto animal producido por RTVM, ambos programas de Telemadrid.